# Kyrkoherde för samer
Kyrkoherde för samer eller kyrkoherde för samerna eller samernas kyrkoherde var en exterritoriell tjänst i svenska kyrkan knuten till Luleå stift. Tjänsten inrättades 1959 efter initiativ av biskop Bengt Jonzon. Tjänsten var svår att tillsätta eftersom innehavaren måste vara prästvigd och ha ovanliga språkkunskaper: nordsamiska, lulesamiska och sydsamiska förutom svenska. Tjänsten avskaffades efter att ha haft två innehavare.

## Series pastorum
- vakant 1959–1970
- Olavi Korhonen 1970–1974[3] (ej same[3])
- vakant 1974–1979
- Bo Lundmark 1979–1991[4][2] (samiskt påbrå[5])